# Theodor Berger (svensk jurist)
Mauritz Theodor Berger, född 24 maj 1818 i Stockholm, död 26 november 1888 i Göteborg, var en svensk politiker, jurist och bankman.

## Biografi
Berger studerade vid Strängnäs katedralskola och blev student vid Uppsala universitet 1836. Han avlade hovrättsexamen 1839, tjänstgjorde därefter vid olika ämbetsverk i Stockholm och  inom rättsväsendet i Värmland. Berger utsågs 1846 till vice häradshövding. På grund av de livliga förbindelser som rådde med Göteborg, blev han känd där och uppmanad etablera en advokatrörelse i staden och så skedde 1847. Berger antogs påföljande år till ombudsman för Göteborgs Privatbank. Han blev kvar i bankens tjänst och från 1872 även i dess styrelse hela livet. År 1850 blev Berger sekreterare hos Borgerskapets äldste och hade den befattningen fram till 1863, då han blev ledamot av det nyinrättade Göteborgs stadsfullmäktige, där han kvarstod fram till sin död. Han var dess vice ordförande från 1870, tills han av hälsoskäl avgick från denna post 1887. Berger var även dispaschör i Göteborgs stad 1858–1888 och ordförande i domkyrkorådet under fjorton år samt ordförande för den styrelse som anlade begravningsplatser och han bidrog till skapandet av Östra begravningsplatsen. Berger var även vice ordförande i vattenledningsstyrelsen och ledamot i direktion för pensionsinrättningen. Han var en de mest verksamma för tillkomsten av Bergslagernas Järnvägar och vice ordförande i nämnda banas aktiebolag sedan dess bildande.
Berger var son till sidenfabrikören Abraham Berger och Maria Kristina Öfverbohm på Södermalm i Stockholm. Han var gift med Hedvig Frank och fick flera barn, däribland Ivar Berger. En dotter gifte sig med August af Petersens. Makarna Berger är begravda på Östra kyrkogården i Göteborg.